# 爱枣报
爱枣报是中国内地的一家网络自媒体，由时任网易产品经理的彭毅创立，在2007年逐渐成型，并于2011年3月25日停止更新。爱枣报栏目包括枣报、枣读、枣听和轻松一刻等，其中以枣报栏目最为有特色。爱枣报的编辑们总结归纳每天的网络新闻，并精选出10条放在枣报栏目中，新闻大多和民生相关，其口号为「十篇新闻十分钟，美好一天轻松开始。爱枣报和早餐一样重要」。2009年开始，爱枣报的网站在中国大陆开始出现定期无法访问的现象，2010年底干扰更加频繁。2011年初，爱枣报网站被要求备案。此外，由于微博逐渐兴起并成为突发事件的公共讨论平台，加之部分成员逐步将重心转移至家庭，爱枣报最终于2011年3月25日停刊，截至停刊前枣报栏目共发布853期。在被防火长城封锁以前，爱枣报最高有55万多RSS订阅。